# Экспедиция Портолы
Экспедиция Портолы (исп. Expedición de Portolá) — первое сухопутное путешествие европейцев на территорию современной Калифорнии, предпринятое Гаспаром Портолой в 1769 году. Целью похода была колонизация новых земель и обращение местных народов в христианство.
Отправным пунктом экспедиции был испанский городок Лорето на территории современной Мексики, откуда конкистадоры выступили 9 марта. Отряд путешественников состоял из 46 человек. Помимо солдат в отряде были индейцы-христиане и монахи-францисканцы (включая Хуниперо Серра). В качестве транспорта использовались мулы. По морю экспедицию сопровождали три галеона: Сан-Карлос, Сан-Антонио и Сан-Хосе.

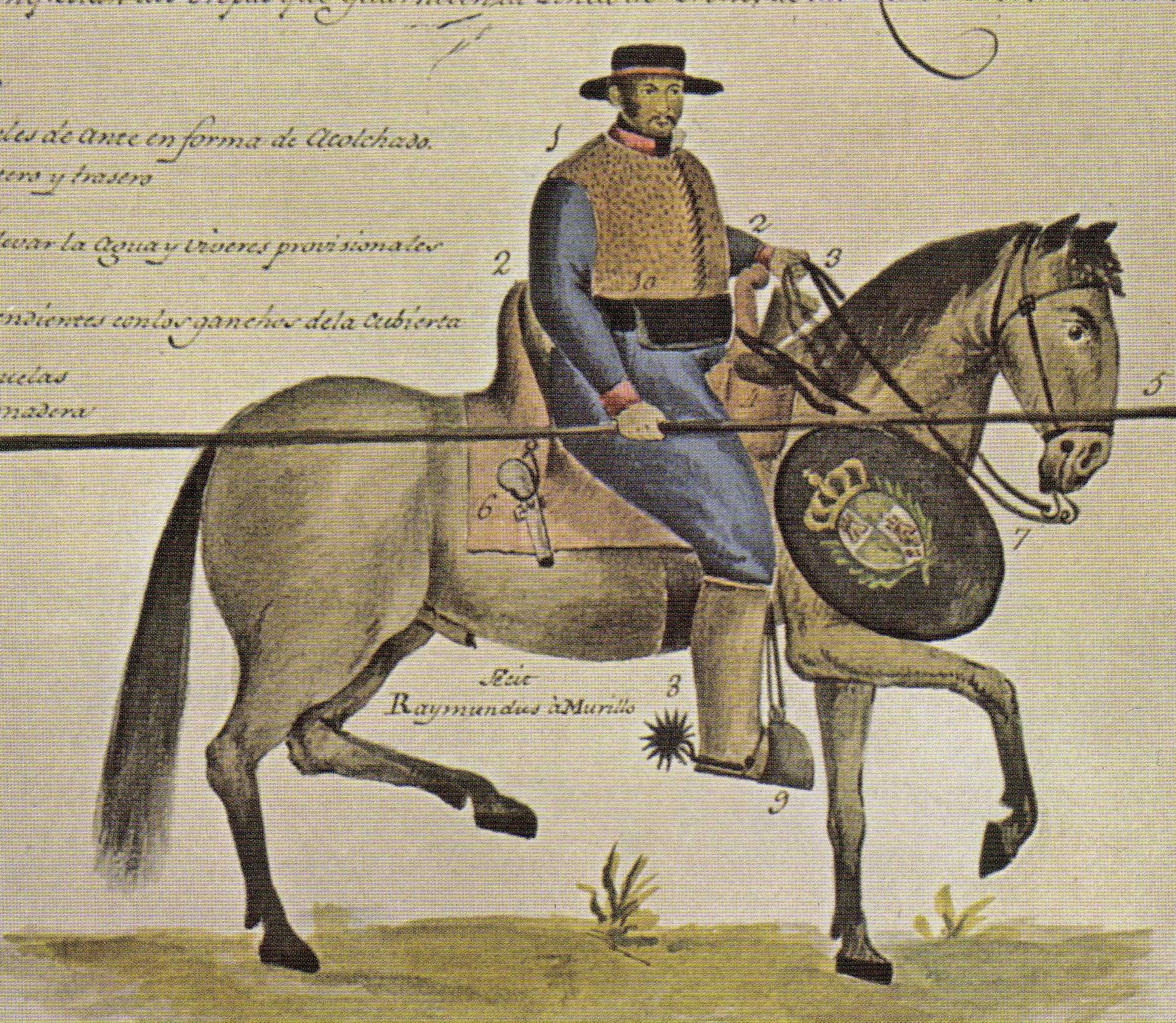
Испанский всадник эпохи Экспедиции Портолы

11 апреля залива Сан-Диего достиг галеон Сан-Антонио, а 29 апреля — Сан-Карлос. На берегу был разбит палаточный лагерь из парусов кораблей, который оборонялся с помощью двух пушек. Путешественники сильно страдали от цинги. 14 мая 1769 года прибыл сухопутный отряд капитана Ривьеры и основал Сан-Диего в качестве форта (presidio). Поселение было окружено частоколом. 9 июля Сан-Антонио с результатами экспедиции и больными участниками экспедиции отправили на юг в Сан-Блас. После двухнедельного отдыха отряд двинулся дальше на север и к 28 июля вышел на берега реки Санта-Ана, к августу достиг территории нынешнего Лос-Анджелеса. 1 октября участники похода достигли залива Монтерей. Они ожидали увидеть корабль Сан-Хосе, но тот бесследно исчез. 30 октября экспедиция достигла залива Сан-Франциско. 
Не имея возможности двигаться дальше, 11 ноября отряд Партолы повернул обратно в Сан-Диего, куда измученные люди прибыли 24 января 1770 года.
Францисканский миссионер и участник экспедиции Хуан Креспи Фиоль оставил после себя записки и зарисовки, впервые опубликованные в 1927 году, которые являются ценным свидетельством об экспедиции и об индейском быте того времени.